# Marathon féminin aux championnats du monde d'athlétisme 2005
Navigation
Paris 2003 Osaka 2007
L'épreuve du marathon féminin des championnats du monde d'athlétisme 2005 s'est déroulée le 14 août 2005 dans les rues d'Helsinki, en Finlande, avec une arrivée au Stade olympique. Elle est remportée par la Britannique Paula Radcliffe.

## Résultats
| Rang               | Athlète                  | Pays             | Temps           | Notes |
| ------------------ | ------------------------ | ---------------- | --------------- | ----- |
| Médaille d'or      | Paula Radcliffe          | Royaume-Uni      | 2 h 20 min 57 s | CR    |
| Médaille d'argent  | Catherine Ndereba        | Kenya            | 2 h 22 min 01 s | SB    |
| Médaille de bronze | Constantina Tomescu      | Roumanie         | 2 h 23 min 19 s |       |
| 4                  | Derartu Tulu             | Éthiopie         | 2 h 23 min 30 s | PB    |
| 5                  | Zhou Chunxiu             | Chine            | 2 h 24 min 12 s |       |
| 6                  | Yumiko Hara              | Japon            | 2 h 24 min 20 s |       |
| 7                  | Rita Jeptoo              | Kenya            | 2 h 24 min 22 s | PB    |
| 8                  | Harumi Hiroyama          | Japon            | 2 h 25 min 46 s |       |
| 9                  | Hellen Jemaiyo Kimutai   | Kenya            | 2 h 26 min 14 s | SB    |
| 10                 | Megumi Oshima            | Japon            | 2 h 26 min 29 s |       |
| 11                 | Madaí Pérez              | Mexique          | 2 h 26 min 50 s | PB    |
| 12                 | Halina Karnatsevich      | Biélorussie      | 2 h 27 min 14 s | PB    |
| 13                 | Dorota Gruca             | Pologne          | 2 h 27 min 46 s | PB    |
| 14                 | Jong Yong-Ok             | Corée du Nord    | 2 h 29 min 43 s | PB    |
| 15                 | Mari Ozaki               | Japon            | 2 h 30 min 28 s |       |
| 16                 | Asha Gigi                | Éthiopie         | 2 h 30 min 38 s |       |
| 17                 | Ryoko Eda                | Japon            | 2 h 31 min 16 s |       |
| 18                 | Mara Yamauchi            | Royaume-Uni      | 2 h 31 min 26 s | PB    |
| 19                 | Rosaria Console          | Italie           | 2 h 32 min 47 s |       |
| 20                 | Alina Ivanova            | Russie           | 2 h 32 min 53 s |       |
| 21                 | Aurica Buia              | Roumanie         | 2 h 33 min 20 s | PB    |
| 22                 | Shitaye Gemechu          | Éthiopie         | 2 h 34 min 01 s |       |
| 23                 | Oh Song-Suk              | Corée du Nord    | 2 h 34 min 07 s |       |
| 24                 | Ryang Gum-Hwa            | Corée du Nord    | 2 h 34 min 35 s |       |
| 25                 | Hayley Haining           | Royaume-Uni      | 2 h 34 min 41 s | PB    |
| 26                 | Turena Johnson-Lane      | États-Unis       | 2 h 34 min 43 s | PB    |
| 27                 | Anna Pichrtová           | Tchéquie         | 2 h 34 min 45 s |       |
| 28                 | Kirsten Melkevik Otterbu | Norvège          | 2 h 35 min 08 s |       |
| 29                 | Beatrice Omwanza         | Kenya            | 2 h 35 min 48 s |       |
| 30                 | Jill Boaz                | États-Unis       | 2 h 36 min 29 s | SB    |
| 31                 | Isabel Eizmendi          | Espagne          | 2 h 36 min 41 s |       |
| 32                 | Ana Dias                 | Portugal         | 2 h 36 min 50 s |       |
| 33                 | Shireen Crumpton         | Nouvelle-Zélande | 2 h 37 min 03 s | PB    |
| 34                 | Irina Permitina          | Russie           | 2 h 38 min 16 s |       |
| 35                 | Emily Levan              | États-Unis       | 2 h 38 min 32 s | PB    |
| 36                 | Jennifer Crain           | États-Unis       | 2 h 39 min 02 s | SB    |
| 37                 | Dire Tune                | Éthiopie         | 2 h 39 min 13 s |       |
| 38                 | Nadezhda Wijenberg       | Pays-Bas         | 2 h 39 min 36 s | SB    |
| 39                 | Liza Hunter-Galvan       | Nouvelle-Zélande | 2 h 39 min 47 s |       |
| 40                 | Tegla Loroupe            | Kenya            | 2 h 39 min 58 s |       |
| 41                 | Nadia Ejjafini           | Bahreïn          | 2 h 41 min 51 s | SB    |
| 42                 | Maija Oravamäki          | Finlande         | 2 h 43 min 31 s | SB    |
| 43                 | Clarisse Rasoarizay      | Madagascar       | 2 h 43 min 58 s | SB    |
| 44                 | Oh Jung-hee              | Corée du Sud     | 2 h 47 min 42 s |       |
| 45                 | Rebecca Moore            | Nouvelle-Zélande | 2 h 50 min 36 s |       |
| 46                 | Epiphanie Nyirabarame    | Rwanda           | 2 h 52 min 11 s |       |
| 47                 | Hafida Narmouch          | Maroc            | 2 h 52 min 41 s |       |
| 48                 | Mulu Seboka              | Éthiopie         | 2 h 53 min 08 s |       |
| 49                 | Nili Abramski            | Israël           | 2 h 54 min 08 s |       |
| 50                 | Mary Akor                | États-Unis       | 2 h 57 min 18 s |       |
| 51                 | Mamokete Lechela         | Lesotho          | 3 h 03 min 26 s | SB    |
| —                  | Debbie Mason             | Royaume-Uni      | DNF             |       |
| —                  | Kenza Wahbi              | Maroc            | DNF             |       |
| —                  | Fabiola William John     | Tanzanie         | DNF             |       |
| —                  | Kay Ulrich               | Nouvelle-Zélande | DNF             |       |
| —                  | Nuţa Olaru               | Roumanie         | DNF             |       |
| —                  | Zhor El Kamch            | Maroc            | DNF             |       |
| —                  | Sandra Ruales            | Équateur         | DNS             |       |
| —                  | Aguida Amaral            | Timor oriental   | DNS             |       |

## Légende
Records et Performances
- AR : Record continental (area record)
- CR : Record des championnats (championship record)
- MR : Record du meeting (meet record)
- NR : Record national (national record)
- OR : Record olympique (olympic record)
- PR : Record paralympique (paralympic record)
- PB : Record personnel (personal best)
- SB : Meilleure performance personnelle de la saison (season's best)
- WL : Meilleure performance mondiale de l'année (world leader)
- WJR : Record du monde junior (world junior record)
- WR : Record du monde (world record)

Circonstances et Conditions
- DNF : N'a pas terminé (did not finish)
- DNS : N'a pas pris le départ (did not start)
- DQ : Disqualification (disqualification)
- NM : Aucun essai valable enregistré (No Mark)
- Q : Qualifié « directement » au prochain tour (ou à la prochaine compétition), lors d'une compétition majeure, grâce au classement ou à la réalisation des minima (automatic qualifier)
- q : Qualifié au prochain tour (ou à la prochaine compétition), lors d'une compétition majeure, grâce au repêchage ou à la réalisation de l'une des meilleures performances parmi celles des « non qualifiés directement » (grâce au meilleur temps ou à la meilleure distance par exemple) (secondary qualifier)